# Carta SIM

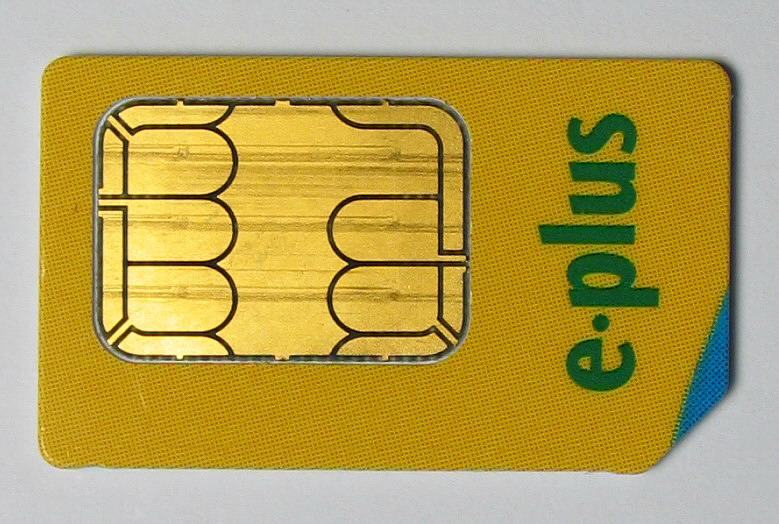
Una carta SIM (formato Mini-SIM)

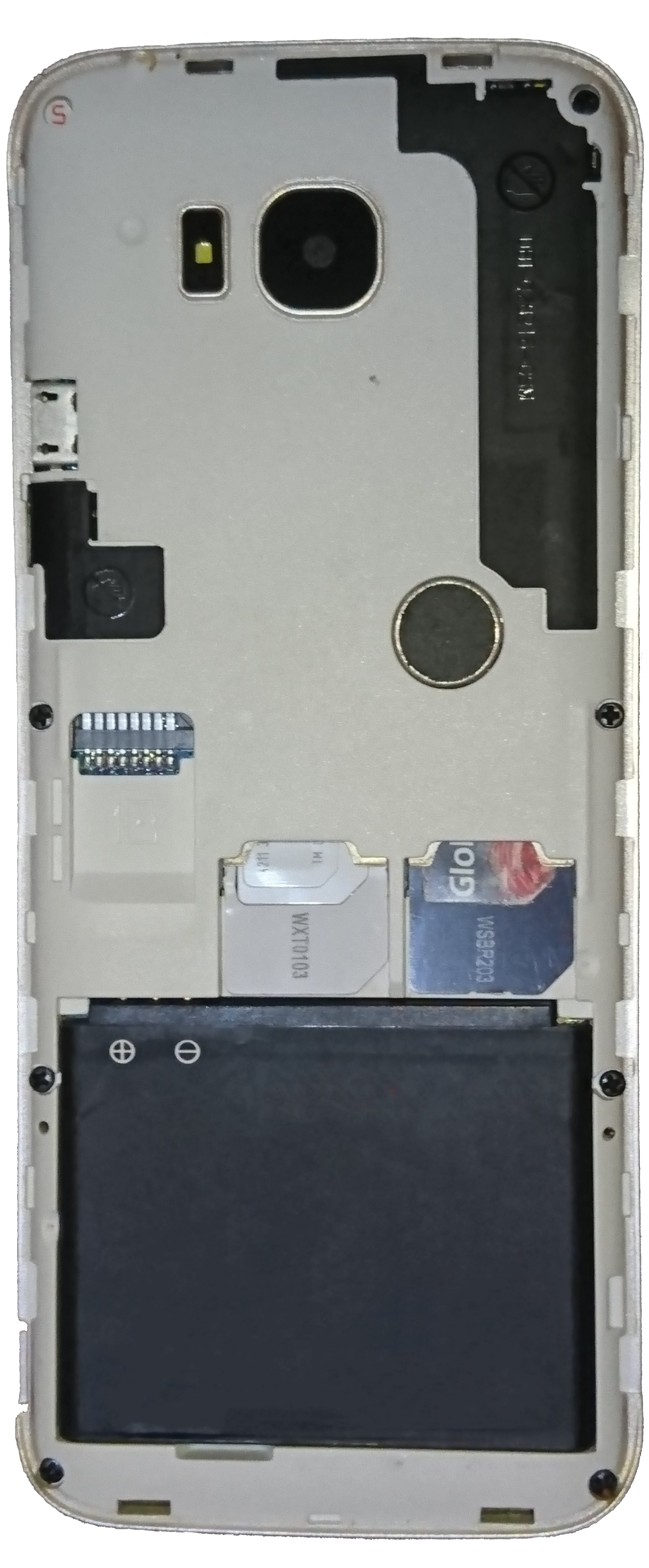
Slot Dual SIM, come illustrato su un feature phone.

Una carta o scheda SIM (dall'acronimo inglese Subscriber Identity Module, modulo d'identità dell'abbonato) è una smart card che viene inserita in un telefono cellulare e consente di archiviare in modo sicuro l'IMSI, un numero univoco associato a tutti gli utenti di telefonia mobile di reti GSM o UMTS, che rappresenta l'identità internazionale di un utente di telefonia mobile. Le carte SIM sono utilizzate dagli operatori di telefonia mobile per mettere a disposizione degli abbonati connessioni per servizi voce e dati, garantendo il loro controllo.

## Storia
L'idea di incorporare un circuito integrato in silicio su una scheda di plastica ha origine dalla fine degli anni '60. Da allora le smart card hanno utilizzato circuiti integrati MOS insieme a tecnologie di memoria MOS come memoria flash ed EEPROM (memoria di sola lettura programmabile cancellabile elettricamente). Le SIM card sono nate durante lo sviluppo del GSM. Infatti, nel 1991, venne sviluppato il primo prototipo di SIM per utilizzare lo standard comunicativo adottato dall'Unione Europea nel 1987. La prima è stata sviluppata dalla Giesecke+Devrient, che ha venduto le prime 300 schede SIM all'operatore di rete wireless finlandese Radiolinja.

## Caratteristiche

Contatti elettrici di una carta SIM.
1 – V_{cc} (tensione di alimentazione)
2 – RST (reset)
3 – CLK (clock)
4 – riservato (assente in SIM a 6 contatti)
5 – GND (massa)
6 – V_{pp} (tensione di programmazione)
7 – I/O (dati input/output)
8 – riservato (assente in SIM a 6 contatti)

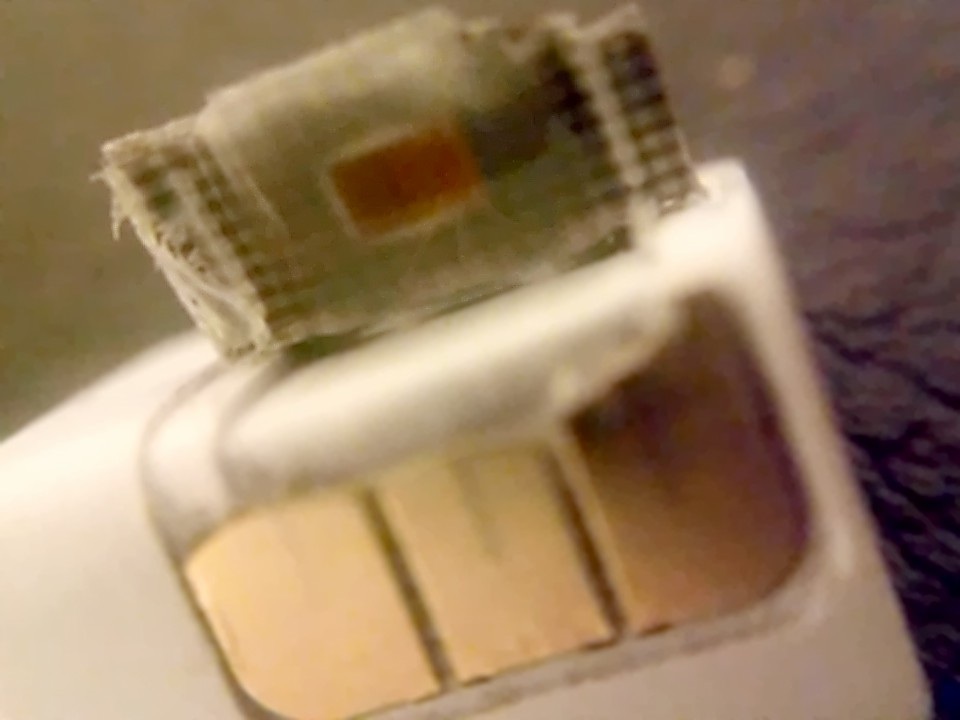
SIM card rotta, che mostra il chip e i 5 fili di collegamento con i piedini

La SIM ha il compito di conservare in modo sicuro l'identificativo unico dell'abbonato (IMSI) che permette all'operatore telefonico di associare il dispositivo mobile in cui è inserita la SIM al profilo di un determinato cliente dei propri servizi di telefonia mobile e di conseguenza associarlo a uno o più numeri MSISDN, ovverosia numeri di telefono, dati e fax. Lo scambio di informazioni con l'apparecchio che la ospita avviene tramite contatti elettrici.
La SIM, al femminile secondo l'uso che se ne è diffuso in lingua italiana, conserva anche una copia della chiave segreta necessaria per l'autenticazione dell'abbonato e può contenere anche una rubrica telefonica e messaggi di testo, in quantità dipendente dalla sua effettiva capienza di memoria. L'altra copia della chiave segreta è conservata in un database del sistema informativo dell'operatore.

### Capacità
Le prime SIM in circolazione disponevano di 0,5, 1 e 2 kilobyte di memoria; raggiunsero in seguito gli 8 kB attorno agli anni 1998-1999, consentendo 120 posizioni in rubrica e 10 SMS memorizzabili. Negli anni successivi vi si affiancarono altri tagli, quali: 16 kB, 32 kB, 64 kB, 128 kB e 256 kB (per supportare i telefoni cellulari con tecnologia DVB-H). Infine, le SIM di ultima generazione sono provviste di 512 kB, 640 kB e 750 kB di memoria.
Lo spazio a disposizione per la rubrica e gli SMS è cresciuto nel tempo, attestandosi a un massimo di 250 posizioni in rubrica per le SIM 2G e 500 posizioni per le SIM 3G. Il numero di SMS memorizzabili dipende dall'operatore e dalla capacità della SIM (circa 176 Byte per ogni SMS).
I moderni apparecchi telefonici permettono di memorizzare numeri telefonici su rubriche condivise in rete e SMS sulla memoria locale rendendo, quindi, irrilevanti i limiti di immagazzinamento della carta SIM.

### Servizi
La SIM non contiene il proprio numero telefonico che, in realtà, è associato al seriale IMSI in rete.
Oltre al numero di contatti (nome, numeri di telefono) memorizzabili, sulla SIM sono consentiti diversi servizi accessori forniti dall'operatore di telefonia mobile, spesso a pagamento.

#### SIM companion
Molti operatori offrono la possibilità di avere una SIM aggiuntiva con lo stesso numero telefonico: non si tratta di una SIM-clone, bensì di una SIM con IMSI (numero seriale) diverso; una delle due è configurata come slave e un'altra come master al fine di stabilire quale debba ricevere per prima le telefonate. Questo servizio è utile se si è collegati a Internet attraverso una connect card all'interno di un computer portatile e, volendo possedere una sola utenza, non si vuole ogni volta spostare la SIM dal proprio telefono cellulare alla connect card e viceversa.

Questo servizio a seconda dell'operatore può essere limitato ad una specifica utenza (partite iva, ecc) e/o un pagamento di una tariffa forfettaria e/o mensile o annuale.

### Sicurezza
L'accesso all'utilizzo della SIM è protetto da un codice PIN (Personal Identification Number) composto da 4 a 8 cifre che può essere disabilitato oppure modificato dall'utilizzatore, andando a sostituire quello preimpostato dal produttore della scheda. La SIM può essere configurata in modo da chiedere l'immissione del PIN ogni volta che si accende l'apparecchio. Dopo tre tentativi errati di inserimento del codice, la SIM non permette ulteriori inserimenti e richiede l'inserimento di un codice noto come Chiave di sblocco PIN di 8 cifre (PIN Unblocking Key o PUK in inglese), rilasciato dal fornitore di servizi al momento della stipula del contratto.
Dopo 10 tentativi errati di inserimento del PUK, la scheda SIM è definitivamente bloccata e soltanto l'operatore telefonico può sbloccarla, dietro prova di essere l'intestatario della SIM, e rilasciare una nuova SIM. Recentemente si sta diffondendo la funzione SIM lock, dove i cellulari possiedono una funzionalità che inibisce l'uso dello stesso in caso di SIM diversa da quella registrata e, a ogni accensione del dispositivo, questo riconosce se la scheda è quella del proprietario, senza chiedere il codice.

## Specifiche tecniche e formati
| Formato              | Anno di introduzione | Riferimenti standard                                                  | Lunghezza | Larghezza | Spessore |
| -------------------- | -------------------- | --------------------------------------------------------------------- | --------- | --------- | -------- |
| SIM (1FF)            | 1991                 | ISO/IEC 7810:2003, ID-1                                               | 85,6 mm   | 53,98 mm  | 0,76 mm  |
| Mini-SIM (2FF)       | 1996                 | ISO/IEC 7810:2003, ID-000                                             | 25 mm     | 15 mm     | 0,76 mm  |
| Micro-SIM (3FF)      | 2003                 | ETSI TS 102 221 V9.0.0, Mini-UICC                                     | 15 mm     | 12 mm     | 0,76 mm  |
| Nano-SIM (4FF)       | inizio 2012          | ETSI TS 102 221 V11.0.0                                               | 12,3 mm   | 8,8 mm    | 0,67 mm  |

Da sinistra a destra i diversi formati: SIM (1FF), Mini-SIM (2FF), Micro-SIM (3FF) e Nano-SIM (4FF)

| embedded-SIM (e-SIM) | 2010                 | ETSI TS 102.671 V9.0.0 JEDEC Design Guide 4.8, SON-8 GSMA SGP.22 V1.0 | 6 mm      | 5 mm      | <1 mm    |

L'identificazione basata su SIM o sulle più recenti USIM è usata nelle reti GSM, UMTS e IMS (in questo caso trattasi di ISIM). Le SIM recenti, indicativamente vendute dopo il 1999, sono del tipo Mini-SIM (ai tempi questo formato veniva chiamato "plug-in"), misurano 15×25 mm (ISO/IEC 7810) e hanno un angolo smussato al fine di evitarne l'inserimento scorretto nell'apparecchio che le ospita che può essere un telefono cellulare, un palmare, alcuni modelli di computer portatili, un tablet PC o un UMPC che ne preveda l'uso.
A differenza di quelle attuali, le prime schede erano incapsulate in una tessera di plastica piatta della grandezza di una carta di credito, venivano completamente inserite negli apparecchi e avevano una tensione di lavoro di 5 V. Attualmente le SIM funzionano a 3,3 V. Lo spessore è di 0,76 mm per tutti i formati tranne che per la nano SIM che è di 0,67mm:

Dall'alto in basso: ogni scheda di formato superiore serve da adattatore per quelle più piccole

I quattro formati di carta SIM asportabile, così come specificato nello standard ISO/IEC 7810, sono: SIM, Mini-SIM, Micro-SIM e Nano-SIM.
Esistono appositi adattatori per alloggiare in un apparecchio telefonico schede SIM di formato inferiore a quello richiesto; per l'operazione inversa è invalso l'uso irreversibile (a differenza dell'adattamento verso un formato superiore) di ritagliare la SIM secondo una dima con il formato esatto, anche se l'operazione potrebbe provocare il danneggiamento dei contatti del microchip contenuto nella SIM se condotta con imperizia. Normalmente le compagnie telefoniche raccomandano la sostituzione della SIM con una di formato idoneo.
Esiste anche il formato eSIM (6 × 5 mm) che tecnicamente non è formalizzato in quanto le dimensioni non sono vincolanti, essendo queste SIM destinate all'installazione permanentemente nel dispositivo e quindi soggette a riprogrammazione eventuale, non alla sostituzione. Questo tipo di carta serve a fornire connettività in dispositivi di dimensione molto ridotta, smartwatch e dispositivi indossabili in primis, in cui la miniaturizzazione è un fattore importante.

### SIM
La SIM (ID-1 o 1FF) è stata la prima ad apparire e aveva le dimensioni di una carta di credito (85,60 mm × 53,98 mm). Le SIM successive, di grandezza notevolmente minore, vengono spesso fornite e incorporate in una scheda 1FF, dalla quale possono essere rimosse. Formato ormai obsoleto, era quello delle SIM utilizzate all'avvento dello standard di comunicazioni GSM.

### Mini-SIM
La Mini-SIM (iID-100, Mini-card o 2FF) ha la stessa disposizione dei contatti della scheda SIM ed è normalmente fornita all'interno di un supporto per schede full-size, dal quale può essere rimossa. Questa disposizione (definita in ISO/IEC 7810 come ID-1/000) permette di utilizzarla in un dispositivo che richiede una scheda di dimensioni standard o in un dispositivo che richiede una grandezza inferiore. Poiché la SIM a dimensione intera non viene più utilizzata, alcuni fornitori si riferiscono alla Mini-SIM come "SIM standard" o "SIM normale". La Mini-SIM è il formato utilizzato in tutto il decennio del duemila e parzialmente nel decennio del duemiladieci e presenta uno smussamento di 3 millimetri a 45 gradi.

### Micro-SIM
La micro-SIM (o 3FF) ha lo stesso spessore e disposizione dei contatti, ma lunghezza e larghezza ridotte rispetto alla SIM o alla Mini-SIM. Introdotta dall'Istituto europeo per le norme di telecomunicazione (ETSI) insieme a SCP, 3GPP (UTRAN/GERAN), 3GPP2 (CDMA2000), ARIB, GSM Association (GSMA SCaG e GSMNA), GlobalPlatform, Liberty Alliance e Open Mobile Alliance (OMA) allo scopo di adattarsi a dispositivi troppo piccoli per una Mini-SIM. Il fattore di forma è stato menzionato nel gruppo di lavoro UMTS 3GPP SMG9 del dicembre 1998, che è l'organismo che definisce gli standard per le schede SIM GSM, [22] ed è stato concordato alla fine del 2003. Come la Mini-SIM anch'essa presenta uno smusso d'angolo di 3 mm a 45 gradi.
Introdotta a inizio del decennio del duemiladieci, la Micro-SIM è stata progettata per la compatibilità con le versioni precedenti. Il problema principale con le versioni precedenti era l'area di contatto del chip. Il mantenimento della stessa area di contatto rende la Micro-SIM compatibile con i precedenti lettori SIM più grandi grazie all'uso di bordi ritagliati in plastica. Questa versione di SIM è stata progettata anche per funzionare alla stessa velocità (5 MHz) della precedente. La stessa dimensione e posizione dei pin ha prodotto numerosi tutorial e video di YouTube, con istruzioni dettagliate, su come tagliare una scheda Mini-SIM al fine di renderla Micro-SIM. L'errore più comune dei tagli manuali è che i chip creano una connessione tra due o più contatti, che danneggiano o distruggono la SIM quando viene utilizzata per la prima volta.
Il presidente dell'EP SCP, il dottor Klaus Vedder, ha detto che l'Istituto europeo ha risposto a un'esigenza di mercato richiesta dai suoi clienti, ma in aggiunta ha un forte desiderio di non invalidare, dall'oggi al domani, l'interfaccia esistente e né di ridurre le prestazioni delle SIM.
Le schede Micro-SIM sono state introdotte da vari fornitori di servizi mobili per il lancio dell'iPad di prima generazione, e successivamente per gli smartphone, a partire dall'aprile del 2010. L'iPhone 4 è stato il primo smartphone a utilizzarla.

### Nano-SIM
La Nano-SIM (Nano-card o 4FF) è stata introdotta l'11 ottobre 2012, quando i fornitori di servizi di telefonia mobile in vari paesi hanno iniziato a fornirla per i telefoni che supportavano il formato. La Nano-SIM riduce il formato precedente all'area di contatto mantenendo le disposizioni di contatto esistenti. Questo tipo di scheda presenta uno smusso minore rispetto alla Micro-SIM (2 mm a 45 gradi) e un piccolo bordo di materiale isolante viene lasciato intorno all'area di contatto per evitare cortocircuiti con la presa. La Nano-SIM ha uno spessore di 0,67 mm rispetto agli 0,76 mm, il che la rende la più piccola ad oggi. Può essere inserita negli adattatori per l'uso con dispositivi progettati per SIM 2FF o 3FF e le compagnie telefoniche danno il dovuto avvertimento al riguardo. L'iPhone 5, rilasciato nel settembre 2012, è stato il primo dispositivo a utilizzare una scheda Nano-SIM.

## Funzionamento
Quando la scheda SIM è riconosciuta valida dall'operatore, il dispositivo mobile è in stato di inattività (idle) e risulta agganciato a una certa cella radio della rete cellulare dopo aver depositato i suoi dati nel database utenti del sistema cellulare (VLR), rendendosi eventualmente disponibile per il roaming nel caso di un telefono cellulare.
Se l'utente richiede l'espletamento di un certo servizio (telefonia o dati), il sistema, tramite l'associazione tra numero seriale di SIM, utente e credito disponibile presenti sui database del sistema, verifica la disponibilità o meno del servizio per l'utente in base al credito residuo, inoltrando o rifiutando la richiesta di servizio.

## Aspetti legali
In base a quanto stabilito dalle condizioni di contratto della maggior parte dei gestori telefonici, la SIM è di proprietà del gestore stesso, cui deve essere restituita su richiesta. La SIM non costituisce infatti il servizio venduto al cliente, bensì lo strumento attraverso il quale il cliente viene identificato per usufruire del servizio.
Sebbene dai contratti non sempre lo si evinca chiaramente, il suo possesso si configura come cessione in rapporto di comodato, anche se non ne ha tutte le caratteristiche. Il comodato è infatti un contratto reale, mentre i contratti di telefonia mobile sono contratti consensuali per la cui esecuzione la cessione di una carta SIM risulta indispensabile per l'utilizzo del servizio.
Era invalso l'uso di vendere carte telefoniche preattivate e dunque funzionanti al momento dell'acquisto; tuttavia, in Italia le disposizioni antiterrorismo del D.M. 144/2005 (o «decreto Pisanu»), convertito in legge 155/2005, ne hanno impedito l'uso anonimo, per cui, successivamente a questa normativa unica in Europa, le carte telefoniche non sono operative fino ad avvenuto caricamento dei dati anagrafici dell'acquirente, in genere entro 24 ore dalla sottoscrizione presso il rivenditore.

## In Italia
Secondo i dati Agcom, al marzo 2023 risultano attive 56,3 milioni di Sim.
L'86,7% delle Sim di tipo human ("voce", "voce+dati", "solo dati") è di tipo residenziale, mentre l'89,7% possiede una prepagata. Il consumo medio unitario giornaliero di dati è pari a 0,73 GB, quadruplicato rispetto al 2019.